# Edwin Sutherland (cyclisme)
Pour le sociologue et criminologue américain, voir Edwin Sutherland. Pour les homonymes, voir Sutherland.
Edwin Sutherland (né le 29 août 1996) est un coureur cycliste barbadien, qui représente son pays lors de compétitions internationales. Il pratique le cyclisme sur route et le cyclisme sur piste.  

## Biographie
En octobre 2016, il est médaillé de bronze aux championnats panaméricains sur piste, dans la discipline de l'omnium.

## Palmarès sur route
- 2018
  - 3e du championnat de la Barbade du contre-la-montre
- 2019
  - 3e étape de la Larry Williams Classic
  - 3e de la Larry Williams Classic
  - 3e du championnat de la Barbade du contre-la-montre
  - 3e du championnat de la Barbade sur route
- 2020
  - 3e du championnat de la Barbade sur route
- 2021
  - Bushy Park Circuit
  - 2e du championnat de la Barbade sur route
- 2022
  - 3e du championnat de la Barbade sur route
- 2023
  -  Champion de la Barbade du contre-la-montre

### Classements mondiaux
| Année                                 | 2021  | 2022  | 2023  |
| ------------------------------------- | ----- | ----- | ----- |
| Classement mondial                    | 1819e | 1970e | 2132e |
| UCI America Tour                      | 300e  | 312e  | nc    |
|                                       |       |       |       |
| Légende : nc = non classéSource : UCI |       |       |       |

## Palmarès sur piste

### Championnats panaméricains
- Aguascalientes 2016
  -  Médaillé de bronze de l'omnium

### Championnats de la Caraïbe
- Couva 2022
  -  Médaillé d'argent de l'omnium
  -  Médaillé d'argent de l'américaine (avec Jamol Eastmond)

### Championnats nationaux
- Breinigsville 2024
  -  Champion de la Barbade de l'omnium[2]